# Master of Engineering
Master of Engineering (ve zkratce M.Eng., ME nebo MEng) nebo Master of Technology (zkráceně M.Tech. nebo MTech) je magisterský titul v inženýrských vědách.
Boloňská reforma vysokoškolského studia, zaváděná v Evropě od roku 1998, doporučila užívání titulu magistr, který i v dalších zemích nahrazuje dřívější tituly doktorské nebo diplomové. V Německu se pro tento nový titul, udělovaný v navazujících (konsekutivních) studijních programech, obvykle užívá anglické Master.